# Hyperandrogenisme
Hyperandrogenisme is een medische aandoening die wordt gekenmerkt door een teveel aan androgenen in het bloed bij vrouwen. Symptomen zijn onder andere acne, seborroe (ontstoken huid), haaruitval, meer lichaams- of gezichtsbeharing en een onregelmatige of uitblijvende menstruatie. Complicaties kunnen een hoog cholesterolgehalte in het bloed zijn.
De oorzaak is in ongeveer 70% van de gevallen het polycysteus-ovariumsyndroom (PCOS). Andere oorzaken zijn onder andere bijnierhyperplasie, de ziekte van Cushing, bepaalde soorten kanker en bepaalde medicijnen. De diagnose bestaat vaak uit bloedonderzoek naar testosteron, 17-hydroxyprogesteron en prolactine, evenals een echo van het bekken.
De behandeling is afhankelijk van de onderliggende oorzaak. Symptomen van hyperandrogenisme kunnen worden verminderd met anticonceptiepillen of anti-androgenen zoals cyproteronacetaat of spironolacton. Andere maatregelen kunnen bestaan uit ontharingstechnieken. Het komt voor bij ongeveer 5% van de vrouwen in de vruchtbare leeftijd.
De vroegst bekende beschrijving van de aandoening is afkomstig van Hippocrates uit de 5e eeuw voor Christus.
In 2011 bepaalde de International Association of Athletics Federations dat vrouwen een testosteronniveau moeten hebben dat lager is dan dat van mannen om te mogen deelnemen aan wedstrijden. Er zijn zorgen dat deze regels zowel onwetenschappelijk als oneerlijk zijn.